# Iván Pérez Muñoz
Iván Pérez Muñoz (ur. 29 stycznia 1976 w Madrycie) – hiszpański piłkarz występujący na pozycji napastnika. Brat innego piłkarza, Alfonso Péreza.

## Kariera klubowa
Pérez Muñoz karierę rozpoczynał w sezonie 1992/1993 w Realu Madryt B, grającym w Segunda División. W kwietniu i maju 1996 rozegrał trzy ligowe spotkania w pierwszej drużynie Realu. W Primera División zadebiutował 21 kwietnia 1996 w przegranym 1:2 meczu z Espanyolem, a 19 maja 1996 w wygranym 4:0 pojedynku z CP Mérida strzelił swojego pierwszego gola w tej lidze. Przed sezonem 1996/1997 został wypożyczony do Extremadury, grającej w Primera División i wystąpił tam w 16 ligowych meczach. W kwietniu 1997 wypożyczenie zostało zakończone, a Pérez Muñoz dokończył sezon w rezerwach Realu.
W połowie 1997 roku odszedł do pierwszoligowego Realu Betis. W sezonie 1998/1999 w wygranym 5:0 meczu I rundy Pucharu UEFA z Vejle BK zdobył hat tricka. W styczniu 1999 przeszedł do francuskiego Girondins Bordeaux. Pierwszy mecz w Division 1 rozegrał 29 stycznia 1999 przeciwko Olympique Marsylia (4:1). Z kolei 3 kwietnia 1999 w wygranym 3:0 spotkaniu z Toulouse FC zdobył swoją debiutancką bramkę w lidze francuskiej. W sezonie 1998/1999 zdobył z klubem mistrzostwo Francji.
W połowie 1999 roku wrócił do Hiszpanii, gdzie został zawodnikiem Deportivo La Coruña, z którym w sezonie 1999/2000 wywalczył mistrzostwo Hiszpanii. W kolejnych sezonach był wypożyczany do także pierwszoligowej Numancii oraz do drugoligowego CD Leganés. Zawodnikiem Deportivo pozostał do 2004 roku. Następnie występował w trzecioligowej Gironie, w której barwach w 2005 roku zakończył karierę.

## Statystyki
| Rozgrywki                 | Poziom | Kraj      | Mecze | Bramki |
| ------------------------- | ------ | --------- | ----- | ------ |
| Primera División          | I      | Hiszpania | 64    | 4      |
| Segunda División          | II     | Hiszpania | 63    | 10     |
| Segunda División B        | III    | Hiszpania | 20    | 2      |
| Division 1                | I      | Francja   | 10    | 3      |
| Puchar UEFA               | –      | –         | 5     | 4      |
| Puchar Zdobywców Pucharów | –      | –         | 2     | 0      |

## Kariera reprezentacyjna
W 1998 roku Pérez Muñoz był uczestnikiem mistrzostw Europy U-21. Zagrał na nich we wszystkich trzech meczach reprezentacji Hiszpanii, która została zwycięzcą turnieju. W ćwierćfinale z Rosją (1:0), a także w finale z Grecją (1:0) strzelił zwycięskie gole dla swojej drużyny. Oprócz tego wystąpił w półfinałowym spotkaniu z Norwegią (1:0 po dogrywce).
Reprezentację Hiszpanii reprezentował także na szczeblu U-16, U-17, U-18 oraz U-23.